# Lomis hirta
Lomis hirta (лат.) — вид неполнохвостых раков из семейства Lomisidae. Встречается в прибрежной зоне южной Австралии от Банбери, Западная Австралия, до пролива Басса. Является единственным видом в семействе. Ширина его карапакса — 1,5—2,5 см. Передвигается медленно, покрыт волосками каштанового цвета, которые маскируют его на скалах, где он живёт.
Родственные связи между этим видом и другими семействами неполнохвостых точно не выяснены. Кандидатами на роль его ближайших родственников были раки-отшельники, крабоиды и Aeglidae. Однако известно, что Lomis hirta независимо приобрёл крабоподобный облик.